# نيفيل كولمان (مصور)
نيفيل كولمان (بالإنجليزية: Neville Coleman)‏ هو مصور أسترالي، ولد في 1938، وتوفي في 5 مايو 2012.

## وصلات خارجية
- نيفيل كولمان على موقع ديسكوغز (الإنجليزية)